# آرتور ریش
آرتور ریش (انگلیسی: Arthur Beard; تاریخ ورودی نامعتبر است – تاریخ ورودی نامعتبر است) بازیکن فوتبال اهل بریتانیا بود.
از باشگاه‌هایی که در آن بازی کرده‌است می‌توان به باشگاه فوتبال برنلی اشاره کرد.